# 爆買い
爆買い（ばくがい）とは、一度に大量に買うことを表す俗語である。主に来日した中国人観光客が大量に商品を購買する行為を指し、2014年頃までに定着した。2015年2月の春節休暇に中国人観光客が日本を訪れ高額商品から日用品まで様々な商品を大量に買い込む様子を「爆買い」と表現して、多くの日本メディアが取り上げた。中国側のメディアによれば春節期間中、日本を訪れた中国人観光客は45万人にのぼり、消費額は66億元（1140億円）を記録し、日本企業にとってビジネスチャンスとなっていた。この用語は2015年ユーキャン新語・流行語大賞の年間大賞に選出された。中国語表記は、繁体字: 爆買; 簡体字: 爆买; 拼音: bào mǎi; ウェード式: pao maiである。
しかし、2016年には観光庁の2016年4-6月期訪日外国人消費動向調査によれば1人当たりの支出で中国人は22.9減の22万円と大幅に減少し、オーストラリア人、ベトナム人などに抜かれて2015年の1位から5位に転落し、沈静化を印象付けた。中国では日本分野が中国版ネットショッピングサイトで一位を維持し続けているなど、爆買いから電子決済の普及で『爆輸入』と『コト消費』が主流のトレンドになったため、日本メーカーは利益を増やし続けている一方で百貨店や免税店は対応に追われている。

## 言葉の歴史
「爆買い」という言葉は、新聞記事などでは2015年の春節のころより桁違いに使われるようになったが、テレビではそれ以前より使われていた。そもそも中国人が大量に商品を購入する行動は2008年ごろより目立ってきており、2009年には『FNNスーパーニュース』（フジテレビ）9月9日放送「スーパー特報／旋風拡大ニッポン“爆買い”現場中国人団体ツアーを追え」で「爆買い」という言葉が登場した。なお、個人ブログには「爆買い」という言葉がそれ以前からあったことが確認されている。その後、2010年に『NNN Newsリアルタイム』（日本テレビ）1月12日放送で「密着! 中国人観光客現金飛び交う“爆買いツアー”」が、『スーパーJチャンネル』（テレビ朝日）7月5日放送で「中国人が大挙来日! 美術品“爆買い”ツアーで現金飛び交う」が放映された。

## 爆買いの要因
中国人の爆買いを支えている要因は「日本製品の品質・性能への信頼」も大きいが、「中華人民共和国の税制に起因する内外価格差」や「元高」といった中国側の事情もある。中国の税制では、ある特定の日本製品を中国で買うよりも、日本で買って持ち帰ったほうが大幅に安くなること（例えば化粧品などは半値くらいになる場合がある。）と日本が免税品の対象を拡大したことである。さらには中国人特有の気質として、転売目的や家族、親戚以外の他人へ渡す目的も多いと推測されている。これらの代理購入・代理購買を中国語では、繁体字: 代購; 簡体字: 代购; 拼音: dài gòu; ウェード式: tai kouと表記する。また、中国人の購買力の向上も爆買いの要因とされ、リーマン・ショック後から中国は人民元切り上げを再開して人民元の購買力は上昇し続け、世界最大の自動車市場にもなり、2014年には購買力平価のGDPで中国はアメリカ合衆国を超えて世界一となっていた。世界の高級品の3分の1を中国人が購入し、中国は世界最大の高級品市場でもあり、世界最多の1億人を超えた中国の富裕層と中産階級も爆買いの原動力となった。
日本では2013年12月に観光庁により「外国人旅行者向け消費税免税制度の改正」が発表され、地域への外国人観光客の誘客に向けた取り組みがはじまった。平成26年度税制改正において訪日外国人旅行者向け消費税免税制度の改正が行われた。従来、免税対象品目は家電機器、装飾品、衣類、靴、鞄等に限られていたが、免税販売の対象ではなかった消耗品（食品類、飲料類、薬品類、化粧品類その他の消耗品）について、一定の不正防止措置を講ずることを前提に免税対象とした。2014年（平成26年）10月より施行された。また、同年度の税制改正では、様式の弾力化及び手続の簡素化も行われ、「購入記録票」及び「購入者誓約書」は、特定の様式を定めず、記載すべき事項を記載していればよいこととなった。訪日外国人旅行者の急増や上述のような消費税免税制度の改正により、2014年（平成26 年）に入り免税店の店舗数が急増し、4月1日時点では5777店であったが、2015年（平成27年）4月1日時点では約3倍の1万8779店（対前年比225.1パーセント増）となった。
購入に際して、中国人が人民元を両替した日本円の現金決済に加え、最近中国で発行が増加している銀聯カードでの決済も普及している。日本円の調達には、たとえばセブン銀行が積極的であり、訪日外国人にも引き出し金融機関として認知度が高いようである。

## 爆買いの対象となる人気商品
爆買いの定番商品であり、中国人観光客の間で「四宝」と呼ばれているのは「炊飯器」「魔法瓶」「温水洗浄便座」「セラミック包丁」である。中国の通信機器・ソフトウェアメーカー小米科技（シャオミ）の最高経営責任者である雷軍は、「日本の電気釜は確かによくできている」と述べ、中国の製造業の品質向上を促した。その他では、医薬品や化粧品も人気となった。

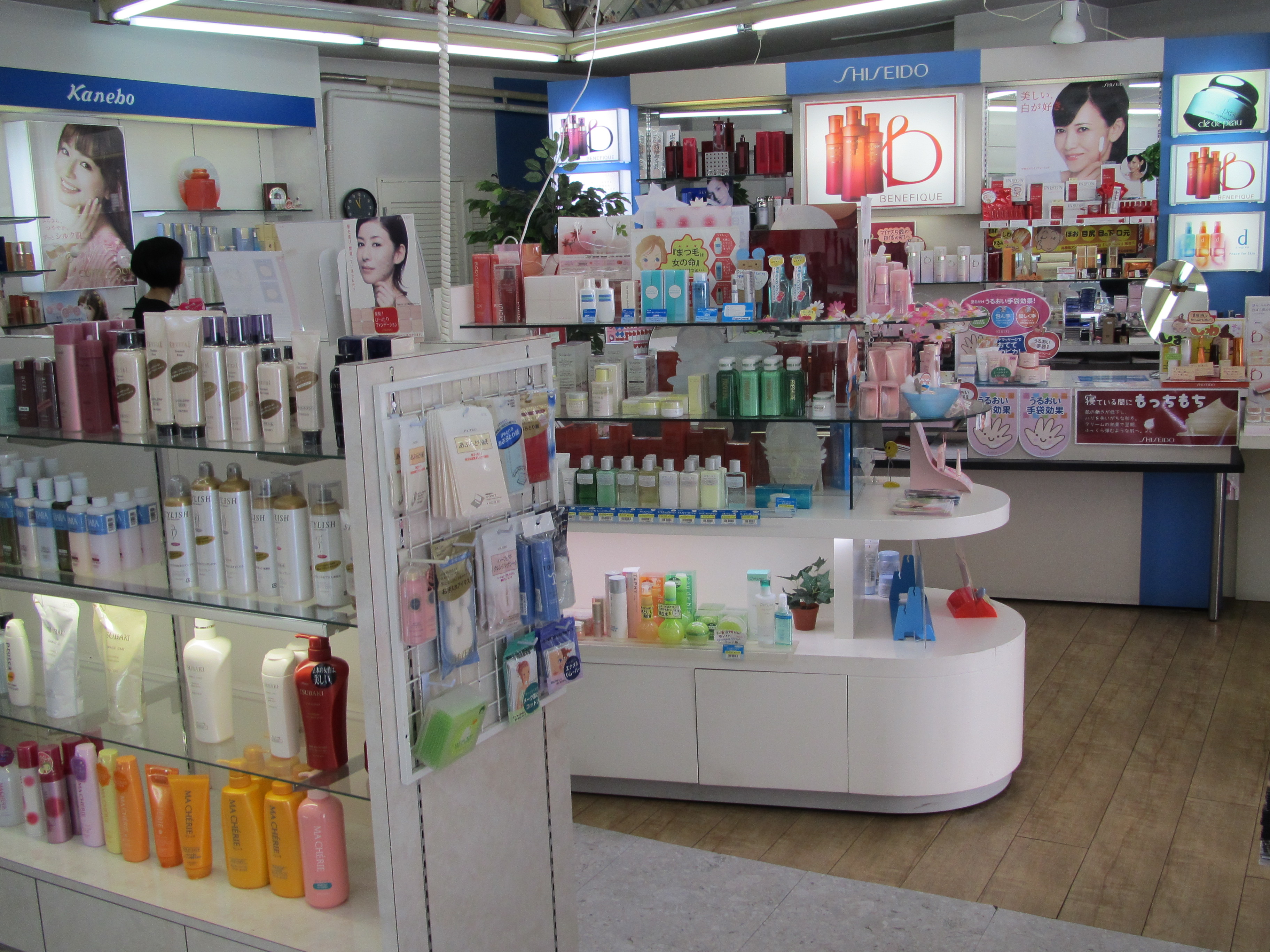
「爆買い」の定番商品である化粧品

日本人の顔立ちをもとに開発されてきた国内向けの化粧品は、繊細な色づかいや目元を大きく見せる点などで優れており、顔立ちの似ている他のアジアの国でも「カワイイ」と人気が高まっている。化粧品が免税の対象に加わったことは外国人観光客による大量買いにつながった。化粧品以外にもドラッグストアで売られている物の多くが人気を集めている。日本に滞在中の中国人留学生などが本国へ情報発信しながら、「代理爆買い」と呼ばれる買い物を請け負うサービスを始め、注文のあった商品をまとめ買いする姿が夜の新宿を中心に目立つようになった。2018年2月、化粧品メーカーのファンケルは、人気商品である「マイルドクレンジングオイル」の購入規制を直営店に通告した。日本語、中国語の二言語で「一週間に一人10個まで」という内容のものであった。この通告は、訪日客が現地での転売をすること、転売に伴うメーカーのブランドイメージ低下を懸念してのものであった。化粧品メーカー、コーセーの子会社であるアルビオンは2017年末に「アルビオン」ブランドの乳液を1日1個に購入を制限した。訪日客の「爆買い」により生産が追いつかなくなってしまったためだという。
韓国においても、中国人観光客らに対する化粧品の販売・輸出が好調である。ソウル中心部の明洞の通称「コスメ・ロード」では、中東呼吸器症候群（MERS）問題が深刻化した2015年6月ごろ観光客が激減したが、同年10月には中国人観光客が戻ってきて、化粧品を「爆買い」していると報じられている。同年4月にソウル市内の韓国最大級の美容展覧会が開かれ、中国の化粧品販売業者との間で保湿用の馬油クリーム2万個を販売するといったような「大型商談」をいくつもまとめた韓国企業もあったという。
2013年頃から、日本製の紙おむつに対する「爆買い」が顕著になり始めた。2016年現在、日本の紙おむつの需要は子供用と大人用合わせて2000億円市場となっているが、子供用の需要は安定し、大人用の需要が拡大している。そのなかで子供用に「爆買い」の影響がみられるという。
爆買いの対象として変わったところでは、岩手県の「南部鉄器」で知られる鉄瓶がある。2010年の上海万博で紹介され、白湯とプーアール茶の相性のよさから中国人富裕層の人気を呼んだ。中国切手も売れている。特に文化大革命期の中国切手は、当時切手収集が禁止されていたこともあり、発行枚数が少なく、この時期に発行された切手は、中国人収集家の間では貴重品として人気が高い。1セット80万円もする希少品もある。
また、日本の産業用ロボット・工作機械・建設機械も炊飯器や温水洗浄便座に匹敵する「爆買い」の対象となっているとされ、「中国製造2025」「一帯一路」を国策に掲げる中国政府の政策で生じた設備投資やインフラ投資の需要によるものとされている。
東京の秋葉原や大阪の日本橋では、おたく（御宅族、宅男）の中国人観光客によってアニメグッズやフィギュアが「爆買い」の対象になっているとされ、中国では日本の約5倍も高い価格にもなるガンプラなどのプラモデルも人気とされる。

## 他の「爆買い」の例

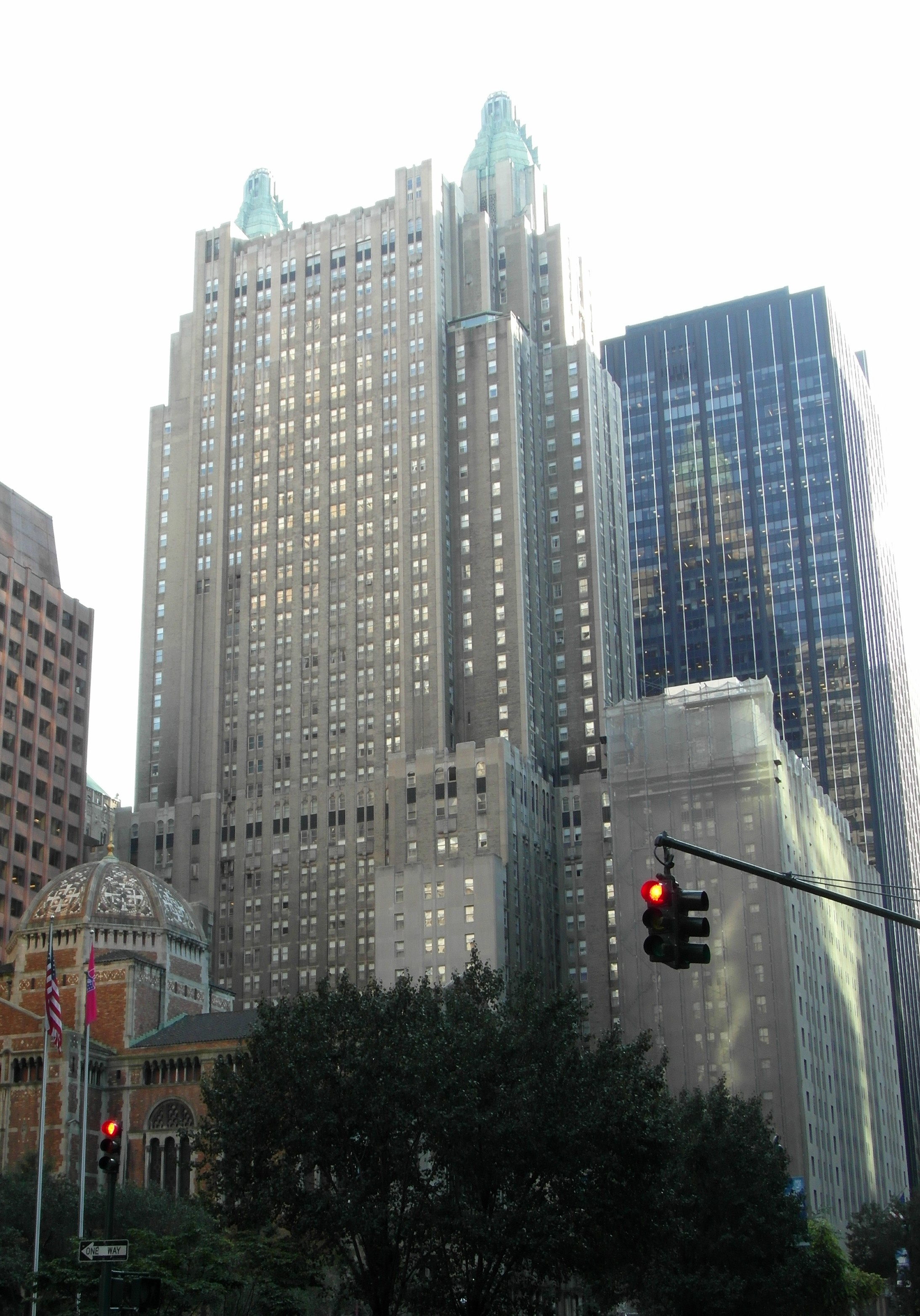
2014年に、安邦保険集団が19億5000万ドル（日本円で約2100億円）で買収したニューヨークのウォルドルフ＝アストリア。
当時の中国企業による国外不動産買い漁りの象徴となった。

「爆買い」の言葉は日本製品の購買だけでなく、中国資本による日本の都市部での不動産投資にも使われている。大量ではないものの現金で支払われる大きな買い物であることからそう呼ばれた。不動産の爆買いは日本だけでなく、欧米諸国でも起き、世界各国で不動産バブルの原因となっているとされる。アベノミクスの円安や日本銀行の金融政策によりシンガポールや香港、ニューヨーク、ロンドンなどの他の都市と比べて割安感が増したのと、圧倒的な新築物件の多さが魅力となっており、東京では購入者のためのツアーも組まれている。東京の目黒雅叙園が米国のファンド経由で中国資本に買収された際も「爆買い」と呼ばれた。不動産だけでなく、巨額の粉飾決算で揺れていた東芝の創業事業である家電部門への海信集団や美的グループによる買収や製造業では戦後最大の経営破綻をしたタカタへの米キー・セーフティ・システムズ（中国の寧波均勝電子の100%子会社）による買収など中国資本による日本企業の買収も「爆買い」と報じられた。また、中国による日本国債の「爆買い」も報じられ、2016年には世界最大の日本国債保有国となっている。ただし、「爆買い」が造語される前から中国政府系ファンドとされるOD05オムニバスチャイナトリーティによるトヨタ自動車をはじめとする200社前後の日本企業の大量株取得や日本国債の大量保有は取り上げられていた。
また、かつての日本、特に円高が急激に進行したバブル景気の時代に、ヨーロッパやアメリカなどの観光地を訪れる日本人旅行客が現地で土産物などの商品を大量に買い込んでいた行為を、近年の訪日中国人旅行客になぞらえて「爆買い」と形容する動きもみられる。2015年4月30日放送のNHK『所さん!大変ですよ』では、「文房具“爆買い”騒動の謎」と題し、品質が高く使い勝手のよいチョークを製造していた羽衣文具が廃業を公表したのが発端となり、2014年10月に日本各地でチョークの爆買い騒動が起きたと報じられた。国内で備品として確保しようとする教育機関・教員による買い占めが相次いだだけでなく、スタンフォード大学のブライアン・コンラッド教授を中心としたアメリカの数学者約200人で、1トンのチョークの在庫を共同購入していたことが明らかになった。同教授によれば「アメリカのチョークはもろく折れやすい。折れるたびに思考が停止し、集中が持続できない」のだという。
オーストラリアにおいては、2015年頃より自国製品を信用しない中国人らによる粉ミルクの転売目的での大量購入が発生。「ホワイトゴールド」との造語が生まれるほど乳製品関連株が急騰する一方で、品薄に悩まされている。また、新型コロナウイルス対策として中国国内で行われてきたゼロコロナ政策が廃止されると、2022年12月頃から、日本やタイのドラッグストアや薬局において、 風邪薬などの市販薬を「爆買い」する中国人が相次いで登場し、日本国内では厚生労働省が店舗に対して対策を行うよう求めた。
2015年9月23日には、中国共産党の習近平総書記がアメリカボーイング社の工場を訪れ、旅客機300機の発注で合意したことが「爆買い」として報じられた。同年10月に習総書記がドイツを訪れてエアバスの旅客機130機を発注した際も「爆買い」と報じられた。走出去と呼ばれてきたアフリカや中南米などの資源国への中国の巨額投融資も「爆買い」と呼ばれている。
また、中国によって行われているスポーツ選手（例：中国サッカー・スーパーリーグ）やノーベル賞を受賞した科学者などといったお雇い外国人的な人材のスカウトも「爆買い」と形容されている。日本のアニメーターに対する中国企業の「爆買い」も報じられている。また、高考に代表される中国国内で過当競争の様相を呈している受験戦争を避けて日本の東京大学などに大量の中国人が留学していることは「爆買い」を捩って「爆留学」とも形容されている。また、2022年の北京冬季オリンピックをきっかけに、中国ではウィンタースポーツなど「雪」を目的とした旅行がブームとなり、訪日旅行においても「爆滑り」現象が起こり、2019年2月と3月の訪日中国人スキー客は、前年比1.5倍と予想されたという。

## 諸問題

### 受け入れ側の諸課題
免税店や高級ブランド品が並ぶ銀座・中央通りでは、中国人観光客による「爆買い」客の利用する観光バスの路上駐車が問題となり、この地域を受け持つ築地警察署には2014年3月頃から「通行の邪魔」という苦情が寄せられるようになった。背景には観光バス用の乗降場や駐車場が不足している実情があり、秋葉原周辺などでも同様の問題が起きている。
日本を訪れる外国人観光客が急激に増えているのに伴い、国家資格である通訳案内士が不足に陥っているのにつけこんで、怪しげな健康食品を大量購入させようとしたり、誤解に基づく日本の歴史や文化を紹介したりするような、無資格通訳案内士が横行していると報じられている。これに対し日本政府・国土交通省は、「旅行者の満足度を低下させるだけではなく、日本の信頼や印象形成にも悪い影響を及ぼす」として、中国当局と連携しながら実態の把握に向けた調査の準備に取り掛かった。また、2014年当時に増加中の中国人客の対応にあたって、中国人留学生を雇い入れ「週28時間の法定上限時間を超えて働かせた」として、法人のラオックスおよび同社の中国人社長が2015年12月25日までに不法就労容疑で書類送検された。なお、この事件では同容疑で「大阪道頓堀店」の元店長ら店関係者3人と中国人留学生4人が逮捕、11人が書類送検されている。
中国国家外国為替管理局は2015年10月1日までに、「銀聯カード」による海外での外貨引き出し上限額を2016年1月1日より、1枚当たり1日1万元から1年間で最高10万元までに規制すると発表した。政府幹部らが汚職で得た人民元を海外で資金洗浄したり、人民元安の進行を見込んだ富裕層らが海外へ資金を流出させたりするのを防ぐ狙いがあるものの、中国人観光客による爆買いにも影響すると見られている。

### 紙おむつをめぐる事件等
2012年頃からドラッグストアなどの紙おむつコーナーで、人気商品に対し一人あたりの購入数を制限する貼紙が目立つようになった。背景には「中国製は恐い。信用できる日本製がほしい」という本国での不安に便乗し、転売による収益を目当てにした中長期在留者の中国人グループの存在があるとされている。
これについては、短期滞在の旅行者としてではなく、就労査証で日本に滞在しながら、在留資格外活動を行ったとして、出入国管理法違反で検挙・強制送還された例もある。なお、西日本新聞の取材によると、中国と距離的に近い福岡市には、少なくとも30の「爆買い代行業」が存在し、一部には事業所開設に必要な在留資格の不適切な取得が疑われるケースもあるという。
また、紙おむつに関する爆買いでは、日本に生活の拠点を置く中国人らによる争いも目立ち始めており、
- 2015年8月に神戸市垂水区のホームセンターにて、日本人の配偶者1人を含む、7人による乱闘騒ぎがあった[98][100]。
- 同年7月に京都府城陽市のディスカウントストアで起きた、中国出身の日本人2人を含む8人による乱闘では、同年9月に傷害容疑[98][101]。
- 2016年1月には和歌山市のベビー用品店にて、客の1人が手提げカバンで店長の顔を殴ったとして暴行容疑[102]。

それぞれ逮捕者が出たと産経新聞が報じている。
中国人の爆買いに難色を示す店舗も出始めており、販売の拒否または数量制限の説明をすると、満足する数量を購入できないことから店員に対する暴行や、店舗に対する嫌がらせを行なうといった犯罪も問題になっている。
香港では、日用品を買いあさり、中国本土で売りさばいて利益を上げる運び屋に抗議する反中デモも発生している。

### 偽造カードでの爆買い
2017年頃から、マレーシアから多数の偽造クレジットカードが持ち込まれ、高級ブランド品などが不正に購入される被害が目立つようになっている。日本ではカードの偽造対策が遅れており、それに目を付けた中国系犯罪組織が、日本を標的に偽造カードを持ち込ませていると見られている。中には、購入後にすぐに帰国し、捜査網をかいくぐろうとするケースも見られる。

### 中国政府の影響
中国は世界最大の年間約1億人の観光客を海外に送り出しており、外交問題を持つ国に対して禁韓令などに代表される口頭指導による渡航制限を行う中国政府は爆買いを左右する要因になっている。また、爆買いを支えているのは中国政府による官製バブルとする見方もある。

### 税逃れの問題
百貨店などで免税品を爆買いしていた中国国籍の7人が、商品の不正転売に関わっていた疑いがあり、大阪国税局が税務調査を開始し、消費税約7億6,000万円の徴収処分を決定していたことが、2022年11月に明らかとなった。背後に税逃れを主導する業者が存在することも明るみに出ている。